# Террі Фокс
Террі Фокс (англ. Terrance Stanley «Terry» Fox; 28 липня 1958 — 28 червня 1981) — канадський громадський діяч, атлет й активіст по боротьбі з раковими захворюваннями. Він прославився завдяки своєму ''Марафон надії'' через всю країну, від океану до океану щоб зібрати кошти для боротьби проти раку. Він біг 143 дні попри біль. Вважається одним з найбільших і шанованих героїв Канади XX-го століття .Марафон Террі Фокса (англ. Terry Fox Run), який започатковано у рік смерті Террі, щороку збирає мільйони учасників в понад 60-ти країнах світу і є найбільшим одноденним благодійним заходом, на якому загалом зібрано більше 500 млн канадських доларів.

## Біографія
Террі народився у Вінніпезі в провінції Манітоба, в сім'ї Роллі і Бетті Фокс. У нього було два брати і одна сестра. В 1966-му році родина переїхала до міста Сюррей, Британська Колумбія, а в 1968-му оселилася в сусідньому місті Порт Кокуітлам, де Террі відвідував школу. Террі Фокс під час навчання в школі й Університеті Симона Фрейзера був активним атлетом: марафонцем й баскетболістом. Террі став наймолодшим кавалером Ордену Канади, двічі лауреатом премії «Lou Marsh Award» (1980 і 1981) як найвизначніший спортсмен Канади. Широко визнаний як національний герой, на його честь названо багато будівель, доріг і парків по всій Канаді.

## Марафон надії
В 1977 році почав відчувати біль в правому коліні, лікарі діагностували у нього рак кістки й були вимушені ампутувати праву ногу вище коліна. Три роки пізніше у 1980, молодий атлет приймає рішення пробігти через всю країну, від океану до океану. Ціль пробігу-зібрати кошти для боротьби проти раку. Організовуючи ''Марафон надії' Террі мріяв зібрати по одному долару з кожного громадянина Канади. Понад рік він серйозно тренувався, готуючись зробити практично неможливе.
Террі Фокс почав ''Марафон надії' 12 квітня 1980 вмочивши ногу в Атлантичний океан, збираючись таким же чином закінчити марафон, діставшись до Тихого океану. Він пробігав в середньому 42 км в день, дистанцію приблизну до стандартного марафону, та хвороба прогресувала, але він біг, попри постійний біль та використовував протез замість ноги. Неймовірна сила волі й бажання допомогти всім хворим на рак рухала його вперед.
Він послідовно перетнув Ньюфаундленд, Острів Принца Едуарда, Нова Шотландія, Нью-Брансвік і Квебек. Але, пробігши через велику частину Онтаріо, він відчуває себе дуже погано. Рентген показує ракову масу розміром з м'яч для гольфу в правій легені Террі, а в іншій, розміром з лимон. Це метастази раку кісток. Він був змушений припинити ''Марафон надії 1 вересня 1980 року в північній частині Тандер-Бей (Онтаріо), після 143 днів. Він побіг на відстань 5373 км (майже 42 км / день).
Незабаром після того як Террі довелося зупинитися, телевізійна мережа CTV організувала телемарафон з метою залучення додаткових коштів. Багато відомих особистостей запрошуються до участі, й подія збирає кілька мільйонів доларів.

## Смерть

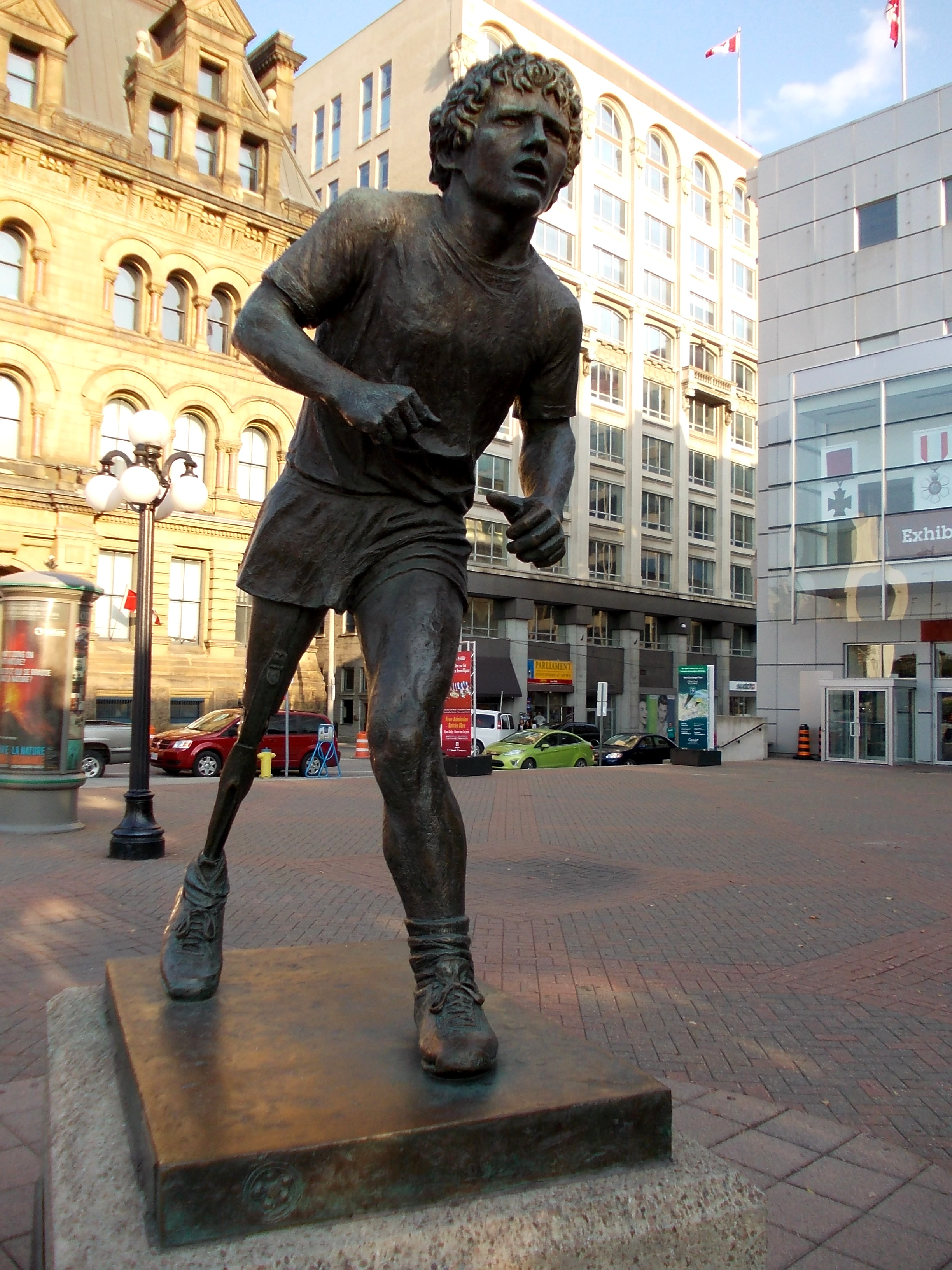
Пам'ятник Террі Фоксу в Оттаві

У червні 1981 року Террі захворів на запалення легенів, і 27 червня впадає в кому. Він помер 28-го о 4:35 — у свій улюблений час для бігу. Пройшов рік з моменту його легендарного забігу, за місяць до його двадцять третього дня народження.
Похорон Террі був величний, транслювався у прямому ефірі по національному телебаченню. Він похований на кладовищі в Порт-Кокітлам. Своїми зусиллями він зібрав понад $ 22 млн, а головніше зміг привернути увагу до проблем ракових захворювань.